# GOLDBLEND
『GOLDBLEND』（ゴールドブレンド）は、日本のミュージシャン奥田民生の5枚目のアルバムである。2000年3月23日発売。発売元はソニーレコーズ。完全限定生産アナログ盤も同時発売。2007年12月19日に完全生産限定盤、紙ジャケット仕様で再発。

## 概要
- 前作『股旅』から2年ぶりのアルバム。シングル「月を超えろ」は奥田曰くミニアルバム的なニュアンスであったため、今作には収録されなかった。
- ジャケット写真は先行シングル「マシマロ」と同じものを編集・合成したもの。
- 当時のツアーメンバーを指す呼称として後に定着する「GOZ」が初めて登場した作品でもある。
- アルバムタイトルにはトータルコンセプトが特になく、各曲がバラバラだが見事にブレンドされているという意味が込めてられている。
- シングル「月を超えろ」を引っ提げて行われたツアー「CANNONBALL」で演奏されていた「ガソリンガタリン」と「車カー」は収録されず、『CAR SONGS OF THE YEARS』に収録された。「たんじょうび」は未発表のままである。

## 収録曲
| 全作詞・作曲: 奥田民生（#7, 作曲：GOZ）、全編曲: 奥田民生。 |                             |                           |                           |      |
| #                                                           | タイトル                    | 作詞                      | 作曲・編曲                | 時間 |
| 1.                                                          | 「荒野を行く」              | 奥田民生（#7, 作曲：GOZ） | 奥田民生（#7, 作曲：GOZ） | 5:13 |
| 2.                                                          | 「マシマロ」                | 奥田民生（#7, 作曲：GOZ） | 奥田民生（#7, 作曲：GOZ） | 2:54 |
| 3.                                                          | 「彼が泣く」                | 奥田民生（#7, 作曲：GOZ） | 奥田民生（#7, 作曲：GOZ） | 2:41 |
| 4.                                                          | 「羊の歩み」                | 奥田民生（#7, 作曲：GOZ） | 奥田民生（#7, 作曲：GOZ） | 2:15 |
| 5.                                                          | 「たったった」              | 奥田民生（#7, 作曲：GOZ） | 奥田民生（#7, 作曲：GOZ） | 3:39 |
| 6.                                                          | 「ウアホ」                  | 奥田民生（#7, 作曲：GOZ） | 奥田民生（#7, 作曲：GOZ） | 4:10 |
| 7.                                                          | 「GOLDENBALL」              | 奥田民生（#7, 作曲：GOZ） | 奥田民生（#7, 作曲：GOZ） | 4:22 |
| 8.                                                          | 「KING of KIN」             | 奥田民生（#7, 作曲：GOZ） | 奥田民生（#7, 作曲：GOZ） | 4:21 |
| 9.                                                          | 「イオン」                  | 奥田民生（#7, 作曲：GOZ） | 奥田民生（#7, 作曲：GOZ） | 3:30 |
| 10.                                                         | 「ときめきファンタジーIII」 | 奥田民生（#7, 作曲：GOZ） | 奥田民生（#7, 作曲：GOZ） | 4:32 |
| 11.                                                         | 「ふれあい」                | 奥田民生（#7, 作曲：GOZ） | 奥田民生（#7, 作曲：GOZ） | 4:25 |
| 12.                                                         | 「近未来」                  | 奥田民生（#7, 作曲：GOZ） | 奥田民生（#7, 作曲：GOZ） | 4:07 |
| 13.                                                         | 「トロフィー」              | 奥田民生（#7, 作曲：GOZ） | 奥田民生（#7, 作曲：GOZ） | 3:34 |
| 合計時間:                                                   | 合計時間:                   | 49:43                     |                           |      |

### 曲解説
1. 荒野を行く
ビートルズの「ゲット・バック」のテイストの曲[1]。
2. マシマロ
先行シングル。『奥田民生・カバーズ』で木村カエラがカバーしている。
3. 彼が泣く
4. 羊の歩み
5. たったった
6. ウアホ
一聴すると呟くような奥田のボーカルと落ち着いたピアノの物静かな曲のようだが、実は小さな音量でバックで激しいドラムとギターが鳴っている（間奏で一瞬フェードインしてくる）。
ライブではこの曲だけ離れた所にセットされたドラムに古田が移動したり、ベースの根岸が何故かエアウォーカーに乗って演奏したりと混沌とした演出がなされていた。
7. GOLDENBALL
「CANNONBALL」ツアーで披露された同名のインスト曲をリアレンジして収録。当初は「BASEBALL」とする予定であったが何故か変更になり、曲中の台詞も「ベースボール！」に「ゴールデンボール！」を被せるように収録されている。
8. KING of KIN
タイトルは「菌の王様」と言う意味でビフィズス菌、ヨーグルトのことを歌っている。
「別冊カドカワ 総力特集奥田民生」（2008年）に菌を題材とした漫画作品「もやしもん」とのコラボレーション作品が掲載されている。
9. イオン
10. ときめきファンタジーIII
歌詞にぷよぷよ、ドラゴン、ファンタジー、ときめき、ハザード、ボンバー、裏技などテレビゲームに関連する単語が多く使われている。タイトルに「III」とあるが「I」や「II」が存在するわけではない。
DVD「OT clips of the years」にボーナス・トラック「ときめけ!奥田ファンタジー大賞受賞作品オムニバス」としてCGを駆使したPVが収録されている。
11. ふれあい
12. 近未来
シングル候補だったが、「マシマロ」にタイアップがついたため、そちらがシングルとなった。そんな経緯もあってかベスト・アルバム『記念ライダー1号〜奥田民生シングルコレクション〜』に収録された。
13. トロフィー
『奥田民生・カバーズ』でウルフルズがカバーしている（「ヘヘヘイ」とのメドレー）。

## 参加ミュージシャン
GOZ
- 奥田民生 - ボーカル、ギター
- 古田たかし - ドラムス
- 長田進 - ギター
- 根岸孝旨 - ベース
- 斎藤有太 - ピアノ、キーボード